# 세력선
세력선은 포석선의 하나로, 바둑판의 제4선이다. 포석상 위치가 높아 귀와 변 쪽의 실리보다는 중앙 방면의 세력을 확장하는 데 유리하다.